# Хелбединдорф
Хелбединдорф (њем. Helbedündorf) општина је у њемачкој савезној држави Тирингија. Једно је од 50 општинских средишта округа Кифхојзер. Према процјени из 2010. у општини је живјело 2.721 становника. Посједује регионалну шифру (AGS) 16065032.

## Географски и демографски подаци
Хелбединдорф се налази у савезној држави Тирингија у округу Кифхојзер. Општина се налази на надморској висини од 303 метра. Површина општине износи 96,3 km². У самом мјесту је, према процјени из 2010. године, живјело 2.721 становника. Просјечна густина становништва износи 28 становника/km².